# Joachim Björklund
Joachim Björklund (født 15. marts 1971 i Växjö, Sverige) er en tidligere svensk fodboldspiller, der spillede som midterforsvarer hos adskillige europæiske klubber, samt for Sveriges landshold. Af hans klubber kan blandt andet nævnes IFK Göteborg i hjemlandet, Rangers F.C. i Skotland, spanske Valencia CF samt engelske Sunderland A.F.C. I sin tid i Valencia var han med til at nå to Champions League-finaler, der dog begge blev tabt.

## Landshold
Björklund spillede over en periode på ni år, mellem 1992 og 2000, 79 kampe for Sveriges landshold. Han deltog blandt andet ved VM i 1994, hvor svenskerne vandt bronze, samt ved EM i 1992 og EM i 2000.